# Hopea philippinensis
Espèce
Classification phylogénétique
Statut de conservation UICN

 EN  : En danger
Hopea philippinensis est une espèce de plantes du genre Hopea et de la famille des Dipterocarpaceae.